# 愛知県立刈谷北高等学校
愛知県立刈谷北高等学校（あいちけんりつかりやきたこうとうがっこう）は、愛知県刈谷市寺横町にある公立の高等学校。略称は「刈北」（かりきた）または「北高」（きたこう）。

## 設置学科

### 一覧
- 普通科
- 国際教養科

### 追記
入試制度上はBグループ（普通科三河群、国際教養科専門学科群）に分類される（2016年（平成28年）度入試までは三河第1群Bグループ）。学校群制度の時代は愛知県立刈谷高等学校と学校群を組んでいた。普通科は三河地区全域及び、尾張地区のうち調整区域の大府市・東浦町・豊明市の居住者が特例によって進学可能。
2019年度（令和元年度）より、普通科国際理解コースが国際教養科となった。これに伴い、名古屋市南区や半田市など、尾張の調整区域外からも国際教養科の受験が可能となった。

## 沿革
- 1921年（大正10年）- 碧海郡刈谷町に碧海郡刈谷町立刈谷高等女学校として開校。刈谷町立亀城小学校の校舎の一部を仮校舎とした[2]。
- 1923年（大正12年）6月 - 大中肇の設計で近代的な校舎が竣工[2]。1948年（昭和23年）まで用いられた。
- 1925年（大正14年）4月1日 - 県立移管により、愛知県立刈谷高等女学校に改称。
- 1948年（昭和23年）
  - 4月1日 - 学制改革により、愛知県立刈谷北高等学校に改称。
  - 10月1日 - 愛知県立刈谷南高等学校と統合され、愛知県立刈谷高等学校となる。校舎は北校舎として使用される。
- 1951年（昭和26年）- 愛知県立刈谷商業家庭高等学校となる。
- 1968年（昭和43年）- 愛知県立刈谷北高等学校（現校名・女子校）に改称。
- 1973年（昭和48年）- 学校群制度導入（刈谷学校群）。男女共学となる。
- 1989年（平成元年）- 刈谷学校群解消。複合選抜制度（三河第1群Bグループ）導入。
- 2008年（平成20年）- 普通科の中に国際理解コースを設置。
- 2015年（平成27年）4月7日 - 韓国観光高校と姉妹校提携に調印[3]。
- 2017年（平成29年） - 三河学区の群統合に伴い、再び刈谷高等学校との併願が可能になる。
- 2023年（令和5年） - 豊田自動織機とグラウンドを交換し、今まで2か所に分断されていたグラウンドが1つになる。

## 学校行事

### 年間行事
- 4月：入学式・新入生歓迎会
- 6月：球技大会
- 8月：海外（韓国）研修（国際理解コースおよび普通コース希望者）
- 9月：おもだか祭（文化祭）・体育祭・応援合戦
  - 以前のおもだか祭（文化祭）では一般公開を行っていたが、ここ5年ほどはOBなどの入場が認められるだけで、一般への公開は行われていない。
- 10月：芸術鑑賞会
- 11月：修学旅行（2年生）・遠足（1、3年生）
- 3月：卒業式・球技大会（1、2年生のみ）

### 2016年度からの変更
6月に実施していたおもだか祭（文化祭）、体育大会を9月に、9月に実施していた合唱コンクールを6月に実施するように行事を入れ替えた。
修学旅行についてもおもだか祭の準備期間を考慮し、10月から5月への変更が行われた。

## 部活動

### 運動部
- サッカー
- 野球
- ソフトボール
- ラグビー
- ハンドボール
- ソフトテニス
- バスケットボール
- バレーボール
- バドミントン
- 卓球
- 陸上競技
- 水泳
- 体操
- 弓道
- 剣道

### 文化部
- 吹奏楽
- 演劇
- 茶華道
- ユネスコ
- 放送
- 文芸
- 漫画研究
- 美術
- 家庭
- 囲碁・将棋
- 自然科学
- 書道
- 合唱
- ボランティア

### 同好会
- ギター

## その他
制服は男子が標準型学生服、女子がセーラー服である。生徒の自主性を重んじ生徒指導は緩かった。しかし、2000年（平成12年）度頃から余りにも服装・頭髪などの乱れが強くなったため、2009年（平成21年）度より服装・頭髪などの指導を厳しく行うようになった。生徒会活動は活発であり、自由な校風である。ルーズソックスは禁止されている。
1947年（昭和22年）には愛知県の民主教育及び平和教育の先進模範校とされた。現在でも校歌の歌詞にその面影が残っている。
「おもだか祭」の名の由来は、江戸時代初期に刈谷藩を治めた水野氏の家紋がおもだかという植物であることによる。校章もこの水野氏の家紋をモチーフにしている。
隣接する豊田自動織機の体育館を部活動で使用することがある。

## 著名な出身者
- 鈴木健想 - プロレスラー
- 山本郁榮 - 元レスリング選手
- 畠中恵 - 小説家
- 成瀬活雄 - 脚本家、映画監督
- 服部順一 - FC岐阜ゼネラルマネージャー
- 久野静香 - フリーアナウンサー、元日本テレビアナウンサー
- 大見正 - 政治家、衆議院議員、愛知県議会議員
- 石橋武宜 - 気象予報士
- 前田直樹 - 映画監督、映像作家

## アクセス
- 名鉄三河線 刈谷市駅下車、徒歩で約10分。
- JR東海道本線 逢妻駅下車、徒歩で約15分。
- JR東海道本線・名鉄三河線 刈谷駅下車、徒歩で約20分。